# Stylopauropus californianus
Stylopauropus californianus är en mångfotingart som beskrevs av Paul Auguste Remy 1958. Stylopauropus californianus ingår i släktet skaftfåfotingar, och familjen fåfotingar. Inga underarter finns listade i Catalogue of Life.